# Микрах
Микра́х (лезг. Миграгъ, Муграгъ) — село в Докузпаринском районе Дагестана. Является административным центром Микрахского сельсовета.

## География
Село Микрах расположено в центральной части Докузпаринского района, в ущелье между горными вершинами Шалбуздаг (4142) Ерыдаг (3925) и Гестинкиль (2788) на левом берегу реки Усухчай (лезг. ЧӀехивацӀ). Ближайшие сёла: Каладжух, Текипиркент, Килер, Кавалар.

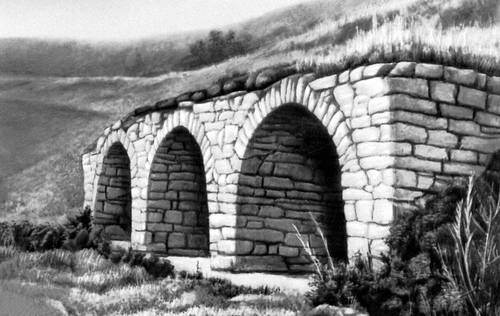
Родник 19 века в Микрахе

## История
- Микрах, на лезг. Муг-рагъ (гнездо солнца) возник как населенный пункт в период Кавказской Албании.
- В В VII веке он попал под влияние хазар. На этот период правителем Микраха был Самсам.
- В VIII веке вследствие войн с Ахтами, Микрах был подвергнут осаде совместными силами ахтынцев и арабов. Семь месяцев продолжалась война, но без успеха. [Затем] Дарвишайи прибыл на отселок (ауба) шейха Шаха Албурзи, который был корейшитом, но так как он поселился в стране (дийар) Албурз 18, то носил это прозвище (Албурзи). Гора, у подножия которой он обосновался, известна по его имени - [Шах Албурз], которое от частого употребления превратилось в Шалбурз 19.Они тайно послали человека, чтобы пригласить визира Самсама — эмира Каги, что из жителей Шама. Они посовещались [с ним] и заключили договор. Эмир Каги известил [об этом] своих приверженцев (табаа) в городе. В ночь на пятницу Дарвишайи подступил с шеститысячным войском к воротам, а подданные эмира Каги ввели их в город. Эмир Каги пошел вместе с десятью воинами и убил Самсама. [Затем] Дарвишайи прибыл в диван-ханэ, принуждая население принять ислам. Принявшие ислам сохранили свою собственность. Тех же, кто не подчинился, он казнил, а их имущество и их семьи были захвачены в качестве добычи. Город же был назван Эмир Каги, а со временем он стал называться Микраг[3].

- По преданию, в XV веке в Микрахе жила поэтесса Микрах Кемер, впоследствии павшая в бою с войсками персидского шаха Жунейда. Сохранилось упоминание о страшном землетрясении в 1688 году.|3|11|2021}}

- В 1630 году Микрах стал административным центром новообразованного Алтыпаринского вольного общества. В 1837-39 гг. Микрахцы участвовали в Кубинском восстании в союзе горцев Докузпары и Алтыпары. В 1839 году, после подавления восстания, Алтыпаринское вольное общество вместе с Докузпаринским были включены в состав новообразованного Докузпаринского наибства Самурского округа с центром в Мискиндже. Царский чиновник А. Ф. Десимон упоминает в том же году о существовании 450 хозяйств в селе. В 1848 году микрахцы оказали поддержку имаму Шамилю в ходе Ахтынского сражения.

Во время Шариатского восстания Дагестана и Чечни в 1877 году микрахцы разгромили пост казаков в селении Усухчай, атаковали Ахтынскую крепость, а также восставшими сельчанами была предпринята попытка ликвидации военного поста в селении Цехул. В 1886 году в Микрахе проживало 1925 мужчин и 1731 женщина, имелось 5 мечетей и 4 мусульманских школ. В 1910 году было завершено строительство Джума-Мечети.
В 1918 году в Микрахе была установлена Советская власть. В 1936 году был основан первый колхоз. Микрахцы принимали участие в постройке Курушской ГЭС. В годы Великой Отечественной войны 335 микрахцев отправились на фронт, из них 124 не вернулись домой.

## Археологические находки
В пятистах метрах к северу от села находятся останки средневекового поселения. К юго-востоку от села расположен средневековый могильник. В пятистах метрах к северо-западу от села расположен могильник из каменных склепов с многочисленными объектами культуры.
Известный советский этнограф М. М. Ихилов отмечал, что разнообразные кувшины, обнаруженные в 1959 г. Южным отрядом дагестанской археологической экспедиции в лезгинских селениях Ашаге Цините, Цнале, Сарадаркенте и вещи, найденные в могильниках близ сел. Хлют, Микраха и др., имеют прямую аналогию с культурой Азербайджана времен Кавказской Албании.

## Население
| 1895  | 1926  | 1939  | 1970  | 1989  | 2002  | 2010  |
| ----- | ----- | ----- | ----- | ----- | ----- | ----- |
| 3495  | ↘2085 | ↘1779 | ↘1440 | ↘1153 | ↗1418 | ↘1259 |
| 2021  |       |       |       |       |       |       |
| ↘1034 |       |       |       |       |       |       |

Состав населения Микраха этнически и конфессионально однороден, в селе живут лезгины, мусульмане-сунниты.

## Культура
Микрах является родиной многих известных в Дагестане, РФ и мире людей. Уроженцами Микраха являются: поэтесса XV века Микрах Кемер, Микрах Мердали, народный поэт Дагестана Арбен Кардаш, поэты и писатели Жамидин, Ш.Кафланов, Микрах Салах, М. Жалилов, З. Кафланов, доктор педагогических наук, профессор, писатель Хаким Курбан и другие; выдающийся советский и российский ученый, принимавший непосредственное участие в создании ракетных систем «Тополь», «Булава», «Искандер», заместитель главного конструктора ОАО ЦНИИ «Специальное машиностроение», доктор технических наук, профессор И. З. Даштиев и другие ученые; скульптор-портретист, Член Союза художников СССР Гейбат Гейбатов и др. люди искусства; а также военные, работники МВД, журналисты и др.

### Ковровое искусство
Микрах является одним из центров дагестанского и кавказского ковродельческого искусства..
С древних времен в Микрахе было развито ковроделие, изготовление безворсовых ковров-сумагов и др. изделий. В советские годы была построена ковровая фабрика. Изделия микрахских мастериц-ткачих, удостаивались медалей и экспонировались в музеях Лондона, Парижа, Берлина. Микрахские ткачихи становились кавалерами различных орденов. Например, ковер «Ахты» ткачих микрахской ковровой артели выставлялся на международной выставке в Брюсселе и был отмечен золотой медалью; этот же ковер изображен на советской марке 1958 года.

### Другое
В селе есть вокально-инструментальный ансамбль «Микрах», школа искусств, обучающая ковроделию.